# Ken Sears
Kenneth Robert Sears, detto Ken (Watsonville, 17 agosto 1933 – Watsonville, 24 aprile 2017), è stato un cestista statunitense, professionista nella NBA e nella ABL.

## Carriera
Venne selezionato dai Rochester Royals al quattordicesimo giro del Draft NBA 1953 (106ª scelta assoluta) e dai New York Knicks al primo giro del Draft NBA 1955 (4ª scelta assoluta).

## Statistiche

### NBA

#### Regular Season
| Anno      | Squadra       | PG  | PT | MP   | TC%  | 3P% | TL%  | RP   | AP  | PRP | SP | PP   |
| --------- | ------------- | --- | -- | ---- | ---- | --- | ---- | ---- | --- | --- | -- | ---- |
| 1955-1956 | N.Y. Knicks   | 70  | -  | 29,6 | 43,8 | -   | 79,6 | 8,8  | 1,6 | -   | -  | 12,8 |
| 1956-1957 | N.Y. Knicks   | 72  | -  | 34,9 | 41,8 | -   | 79,0 | 8,5  | 1,4 | -   | -  | 14,8 |
| 1957-1958 | N.Y. Knicks   | 72  | -  | 37,3 | 43,9 | -   | 82,2 | 10,9 | 1,8 | -   | -  | 18,6 |
| 1958-1959 | N.Y. Knicks   | 71  | -  | 35,2 | 49,0 | -   | 86,1 | 9,3  | 1,9 | -   | -  | 21,0 |
| 1959-1960 | N.Y. Knicks   | 64  | -  | 32,8 | 47,7 | -   | 86,8 | 13,7 | 2,0 | -   | -  | 18,5 |
| 1960-1961 | N.Y. Knicks   | 52  | -  | 26,8 | 42,4 | -   | 82,5 | 5,6  | 2,0 | -   | -  | 14,4 |
| 1962-1963 | N.Y. Knicks   | 23  | -  | 15,6 | 52,2 | -   | 56,5 | 2,9  | 1,7 | -   | -  | 5,3  |
| 1962-1963 | S.F. Warriors | 54  | -  | 14,5 | 53,3 | -   | 86,1 | 2,6  | 1,0 | -   | -  | 6,1  |
| 1963-1964 | S.F. Warriors | 51  | -  | 10,2 | 44,2 | -   | 81,0 | 1,8  | 0,8 | -   | -  | 3,3  |
| Carriera  | Carriera      | 529 | -  | 28,2 | 45,5 | -   | 82,6 | 7,8  | 1,6 | -   | -  | 13,9 |

#### Playoffs
| Anno     | Squadra       | PG | PT | MP   | TC%  | 3P% | TL%  | RP  | AP  | PRP | SP | PP   |
| -------- | ------------- | -- | -- | ---- | ---- | --- | ---- | --- | --- | --- | -- | ---- |
| 1959     | N.Y. Knicks   | 2  | -  | 32,0 | 37,0 | -   | 86,7 | 8,5 | 3,0 | -   | -  | 16,5 |
| 1964     | S.F. Warriors | 7  | -  | 3,4  | 60,0 | -   | -    | 1,7 | 0,4 | -   | -  | 1,7  |
| Carriera | Carriera      | 9  | -  | 9,8  | 43,2 | -   | 86,7 | 3,2 | 1,0 | -   | -  | 5,0  |

## Palmarès
- AAU All-American (1955)
- 2 volte NBA All-Star (1958, 1959)
- 2 volte migliore nella percentuale di tiro NBA (1959, 1960)
- All-ABL Second Team (1962)